# Акейк, Мохамед Вали
Мохамед Вали Акейк (араб. محمد والي أكيك‎; род. 1950, Эль-Аюн) — государственный и политический деятель Сахарской Арабской Демократической Республики (САДР). Премьер-министр Сахарской Арабской Демократической Республики (2018—2020).

## Биография
Родился в 1950 году в Эль-Аюне, административном центре Испанской Сахары.
4 февраля 2018 года был назначен премьер-министром САДР президентом Брагимом Гали, сменив на этой должности Абделькадера Талеба Омара, который занимал пост премьер-министра с конца 2003 года.